# Liste der Landschaftsschutzgebiete im Landkreis Schwäbisch Hall
Im Landkreis Schwäbisch Hall gibt es 71 Landschaftsschutzgebiete. Nach der Schutzgebietsstatistik der Landesanstalt für Umwelt, Messungen und Naturschutz Baden-Württemberg (LUBW) stehen 24.133,72 Hektar der Landkreisfläche unter Landschaftsschutz, das sind 16,26 Prozent.